# Youth's Endearing Charm
Youth's Endearing Charm (também conhecido como Youth's Melting Pot) é um filme de drama mudo norte-americano de 1916, dirigido por William C. Dowlan. O filme é estrelado por Mary Miles Minter, Wallace McDonald e Harry von Meter. O roteiro do filme foi adaptado por J. Edward Hungerford, baseado em um romance homônimo de Maibelle Heikes Justice.
Uma cópia é preservada na Biblioteca do Congresso.

## Elenco
- Mary Miles Minter – Mary Wade
- Wallace MacDonald – Harry Disbrow
- Harry von Meter – John Disbrow
- Gertrude Le Brandt – Sra. Disbrow
- Al Ferguson – Joe Jenkins
- Bessie Banks – Sra. Jenkins
- Harvey Clark – George Horton
- Margaret Nichols – Maud Horton